# Manuel Crisafes
Manuel Ducas Crisafes (grec medieval: Μανουὴλ Δούκας Χρυσάφης, Manuïl Ducas Khrisafis, fl. 1440-1470) fou el principal músic romà d'Orient del segle xv. Crisafes, cantant, compositor i teòric de la música, fou descrit com «el nou Cucuzeles» pel seu admirador, el compositor cretenc Joan Plusiadí. És l'autor de com a mínim 300 obres, incloent-hi cicles modals gairebé complets d'ordinaris de la missa (al·leluiaris, querubicons i comunions), estíqueres melòdiques per a festes mòbils i fixes de tot l'any, composicions sense lletra i salms, tant simples com melòdics, per a les matines i les vespres.
No se sap gaire cosa sobre la seva vida a banda del fet que fou lampadari a la cort de Constantinoble i que rebé encàrrecs dels dos últims emperadors romans d'Orient, Joan VIII Paleòleg i Constantí XI Paleòleg. En sobreviuen dos autògrafs, un de juliol del 1458 al Monestir dels Ibers (Mont Atos) i un altre de juliol del 1463 a la col·lecció del Palau de Topkapı. Fou un dels pocs músics romans d'Orient que escrigueren sobre qüestions teòriques. El seu tractat Sobre la teoria de l'art del cant i certes opinions errònies que alguns tenen al respecte, que ha sobreviscut fins avui en dia, és una guia inestimable de la música romana d'Orient i l'evolució del cant romà d'Orient cap al final del període Paleòleg.